# العلاقات الهندية الميانمارية
تشير العلاقات الهندية الميانمارية، والمعروفة أيضًا باسم العلاقات الهندية البورمية، إلى العلاقات الثنائية بين الهند وميانمار. تشمل هذه العلاقات العلاقات السياسية، والاقتصادية، والاجتماعية، والثقافية القائمة بين البلدين الآسيويين المتجاورين. تحسنت العلاقات السياسية بشكل كبير منذ عام 1993، وتغلبت على التوترات المتعلقة بالاتجار بالمخدرات، وقمع الديمقراطية وحكم المجلس العسكري في ميانمار. يجتمع القادة السياسيون من كلا البلدين بانتظام على أساس ثنائي وداخل رابطة دول جنوب شرق آسيا زائد ستة. تُعد العلاقات الاقتصادية كبيرة مع الهند، وتمثل رابع أكبر سوق للصادرات في ميانمار وخامس أكبر شريك للواردات للبلاد.
تفصل الحدود بين الهند وميانمار، التي يبلغ طولها 1600 كيلومتر (990 ميل)، ولايات ميزورام، ومانيبور، وناغالاند، وأروناجل برديش في شمال شرق الهند عن ولاية كاشين، ومنطقة ساجينغ وولاية تشين في ميانمار/بورما. تشترك الهند وميانمار أيضًا في حدود بحرية على طول جزر أندمان الهندية بالإضافة إلى الحدود البرية الطويلة.

## التعاون الاستراتيجي
حفزت رغبة الهند في مواجهة نفوذ الصين المتزايد كقائد إقليمي وتعزيز نفوذها ومكانتها لإقامة علاقات وثيقة مع ميانمار. تزايدت المخاوف والتوترات في الهند بشأن التدخل العسكري المكثف للصين في تطوير الموانئ، والمنشآت، والصناعات البحرية والاستخباراتية، وتحديدًا تحديث القاعدة البحرية في سيتوي، وهو ميناء بحري رئيسي يقع بالقرب من مدينة كلكتا الهندية الشرقية. ساعد انخراط الهند في المجلس العسكري البورمي في تخفيف العزلة الدولية للنظام وتقليل اعتماد بورما على الصين. سعت الدولتان إلى التعاون في مواجهة تهريب المخدرات والجماعات المتمردة العاملة في المناطق الحدودية. تُعد الهند وميانمار عضوين رئيسيين في مبادرة خليج البنغال للتعاون التقني والاقتصادي المتعدد القطاعات، وتعاون ميكونغ-الغانج، إلى جانب فيتنام، ولاوس، وكمبوديا وتايلاند، وساعد ذلك الهند على تطوير نفوذها وعلاقاتها بين دول جنوب شرق آسيا.
وفّرت الهند قرضًا بنحو 500 مليون دولار أمريكي في عام 2013 إلى ميانمار لتنميتها؛ ووافقت الهند وميانمار على التعاون عسكريًا من أجل المساعدة في تطوير جيش ميانمار.
منحت الهند البحرية الميانمارية غواصتها الأولى على الإطلاق في عام 2020، وهي غواصة هجومية من طراز كيلو (آي إن إس سيندوفير) جُدِّدت وحُدِّثت في حوض هندوستان لبناء السفن المحدودة.

## حقوق الإنسان
ترددت الهند في الرد على الاحتجاجات البورمية المناهضة للحكومة في عام 2007 والتي قوبلت بإدانة دولية ساحقة. أعلنت الهند أيضًا أنه ليس لديها نية للتدخل في الشؤون الداخلية لبورما، وأن الشعب البورمي يجب أن يحقق الديمقراطية بنفسه لأنه يحترم سيادة ميانمار. انتُقِد هذا الرد الضعيف على نطاق واسع داخل الهند وخارجها على حد سواء بأنه يضعف مؤهلات الهند كدولة ديمقراطية رائدة.
رفض رئيس الوزراء مودي انتقاد طريقة تعامل أون سان سو تشي مع صراع عامي 2016-2017 في ولاية راخين الشمالية أو معاملة حكومة ميانمار لشعبها من الروهينغيا، على عكس الكثير من المجتمع الدولي.
أعلنت الهند عن خطط لترحيل اللاجئين الروهينغيا. وصف وزير الدولة للشؤون الداخلية كيرين ريجو اللاجئين بأنهم «مهاجرون غير شرعيين»، مرددًا موقف حكومة ميانمار. حارب شعب الروهينغيا قضية الترحيل في المحاكم الهندية (لأسباب إنسانية جزئيًا)؛ ولكن الحكومة الهندية ردت في سبتمبر عام 2017 بأن الهند لم توقع على اتفاقية اللاجئين لعام 1951؛ وأن معظم الروهينغيا وصلوا إلى الهند قبل أحداث العنف في أغسطس عام 2017. أفادت بعض وسائل الإعلام الهندية أن وكالات الاستخبارات في البلاد تشك في تآمر قادة مسلحين من الروهينغيا مع الإرهابيين الباكستانيين، وبأنهم يخططون للتحريض على العنف في الهند.

## مقارنة بين البلدين
هذه مقارنة عامة ومرجعية للدولتين:
| وجه المقارنة                                              | الهند                       | ميانمار          |
| --------------------------------------------------------- | --------------------------- | ---------------- |
| المساحة (كم2)                                             | 3.29 مليون                  | 676.58 ألف       |
| عدد السكان (نسمة)                                         | 1.35 مليار                  | 53.37 مليون      |
| الكثافة السكانية (ن./كم²)                                 | 410.33                      | 78.88            |
| العاصمة                                                   | نيودلهي                     | نايبيداو، يانغون |
| اللغة الرسمية                                             | اللغة الهندية، لغة إنجليزية | اللغة البورمية   |
| العملة                                                    | روبية هندية                 | كيات ميانماري    |
| الناتج المحلي الإجمالي (بليون دولار)                      | 2.60 تريليون                | 69.32 مليار      |
| الناتج المحلي الإجمالي (تعادل القوة الشرائية) بليون دولار | 8.00 تريليون                | 282.95 مليار     |
| الناتج المحلي الإجمالي الاسمي للفرد دولار أمريكي          | 1.60 ألف                    | 1.16 ألف         |
| الناتج المحلي الإجمالي للفرد دولار أمريكي                 | 5.70 ألف                    |                  |
| مؤشر التنمية البشرية                                      | 0.609                       | 0.536            |
| رمز المكالمات الدولي                                      | +91                         | +95              |
| رمز الإنترنت                                              | .in، .भारत ‏، .بھارت ‏،        | .mm              |
| المنطقة الزمنية                                           | ت ع م+05:30، توقيت الهند    | ت ع م+06:30      |

## منظمات دولية مشتركة
يشترك البلدان في عضوية مجموعة من المنظمات الدولية، منها:
| علم المنظمة | اسم المنظمة                                                    | تاريخ انضمام الهند | تاريخ انضمام ميانمار |
| ----------- | -------------------------------------------------------------- | ------------------ | -------------------- |
|             | مؤسسة التنمية الدولية                                          | 24 سبتمبر 1960     | 5 نوفمبر 1962        |
|             | المنظمة الهيدروغرافية الدولية                                  | ?                  | ?                    |
|             | مؤسسة التمويل الدولية                                          | 20 يوليو 1956      | 3 ديسمبر 1956        |
|             | منظمة حظر الأسلحة الكيميائية                                   | ?                  | ?                    |
|             | يونسكو                                                         | 4 نوفمبر 1946      | 27 يونيو 1949        |
|             | الأمم المتحدة                                                  | 30 أكتوبر 1945     | 19 أبريل 1948        |
|             | الاتحاد الدولي للاتصالات                                       | 1869               | 15 سبتمبر 1937       |
|             | منظمة الشرطة الجنائية الدولية                                  | ?                  | ?                    |
|             | البنك الدولي للإنشاء والتعمير                                  | 27 ديسمبر 1945     | 3 يناير 1952         |
|             | الاتحاد البريدي العالمي                                        | ?                  | ?                    |
|             | وكالة ضمان الاستثمار متعدد الأطراف                             | 6 يناير 1994       | 16 ديسمبر 2013       |
|             | بنك التنمية الآسيوي                                            | 1966               | 1973                 |
|             | مبادرة خليج البنغال للتعاون التقني والاقتصادي المتعدد القطاعات | ?                  | ?                    |
|             | منظمة التجارة العالمية                                         | 1995               | ?                    |
|             | منتدى آسيان الإقليمي ‏                                          | ?                  | ?                    |

## وصلات خارجية
- موقع وزارة الخارجية الهندية
- موقع وزارة الخارجية الميانمارية